# Sphedamnocarpus
Sphedamnocarpus là một chi thực vật có hoa trong họ Malpighiaceae.

## Hình ảnh

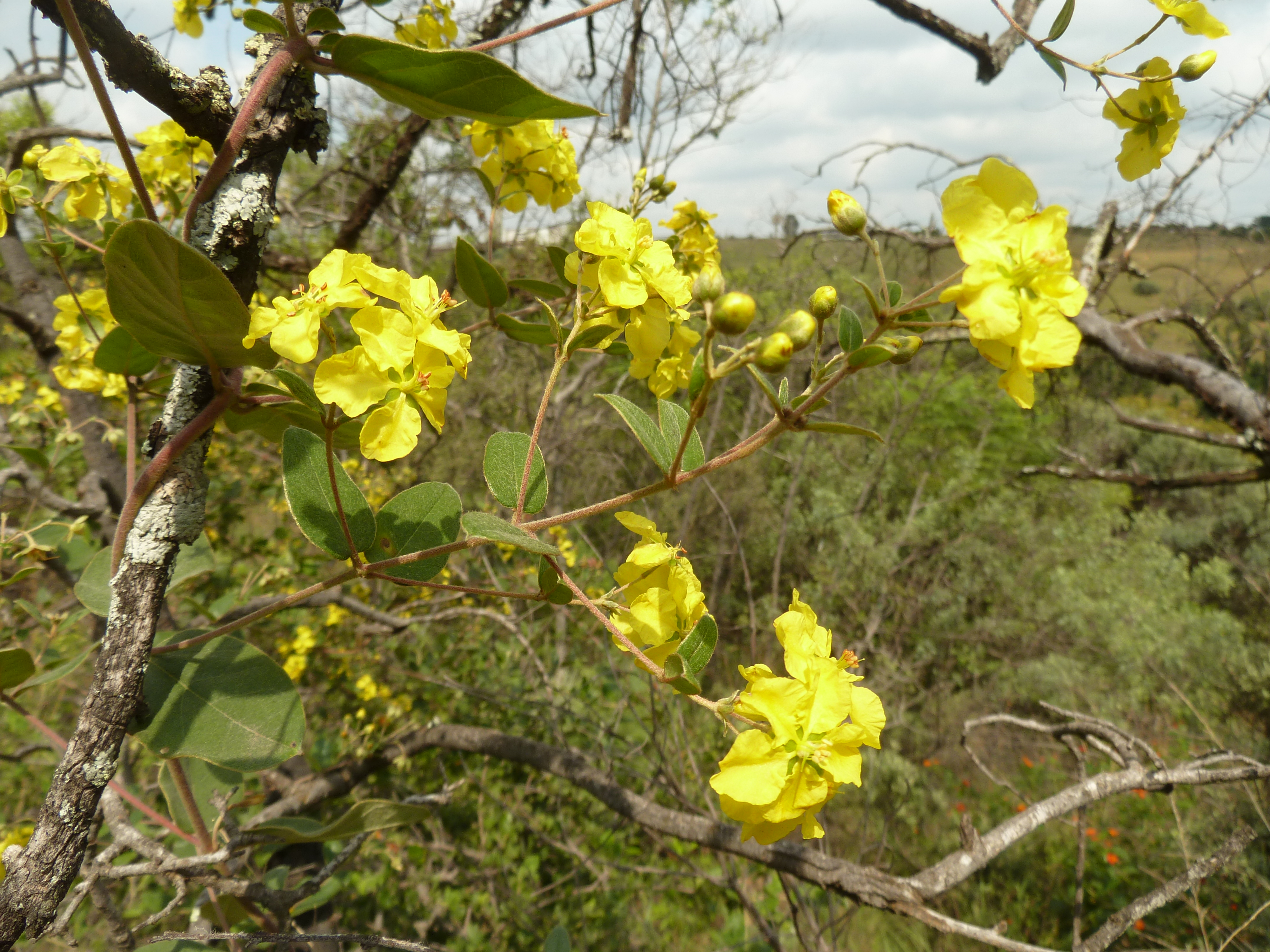

## Loài
Chi Sphedamnocarpus gồm các loài: